# Bugatti Chiron
La Bugatti Chiron è un'autovettura prodotta dalla casa automobilistica francese Bugatti dal 2016 al 2022.
Si tratta di una coupé con motore centrale, biposto e ad alte prestazioni, che va a sostituire la Bugatti Veyron. La Chiron, che prende il nome dal pilota monegasco Louis Chiron, è stata presentata al pubblico in anteprima mondiale al Salone dell'automobile di Ginevra il 1º marzo 2016. 

## Profilo
Come la sua progenitrice Veyron, la carrozzeria ed il telaio sono completamente in fibra di carbonio, le sospensioni sono indipendenti e la trazione è integrale permanente.
Alla massima velocità, il serbatoio del carburante da 100 litri di capacità verrebbe svuotato in circa 8 minuti, il che equivale ad un consumo medio di circa 190 l/100 km e con emissioni di CO2 pari a 4,5 kg per ogni km percorso.
La produzione della Chiron è prevista in 500 unità, dove 250 ordini sono già stati inoltrati. La Chiron è disponibile dalla fine del 2016 ad un prezzo di 2,4 milioni di euro, ovvero circa 1,9 milioni di sterline inglesi o 2,57 milioni di dollari statunitensi (tasse escluse). Esternamente la Chiron si rifà al nuovo design introdotto con il prototipo Bugatti Vision Gran Turismo, concept realizzato per il videogioco Gran Turismo 6.

## Specifiche

### Prestazioni
La Chiron dispone di una potenza massima di 1500 CV (1103 kW), il 50% in più della versione "base" della Veyron, per una potenza specifica di circa 187,5 CV/litro, con una coppia massima di 1600 Nm a partire da 2000 giri/min. Il tutto viene scaricato a terra da una trazione integrale permanente e da un cambio a doppia frizione DSG a 7 rapporti.
Le prestazioni dichiarate parlano di un'accelerazione 0-100 km/h coperta in 2,4 secondi, 0-200 km/h in 6,1 secondi, 0-300 km/h in 13,6 secondi e 0-400 km/h in 32,5 secondi. L'auto, da una velocità di 400 km/h, impiega circa 10 secondi ovvero 420 metri per fermarsi. La velocità massima è limitata elettronicamente a 380 km/h, con la possibilità di toccare i 420 km/h inserendo una seconda chiave nell'apposito spazio sul tunnel centrale, al fine di attivare i parametri elettronici che permettono di raggiungere tale velocità. Comunque, anche questa velocità è limitata elettronicamente per salvaguardare meccanica e pneumatici, poiché simulazioni al computer eseguite dalla Bugatti stimano che la Chiron potrebbe sfiorare i 500 km/h di velocità massima.

### Motore

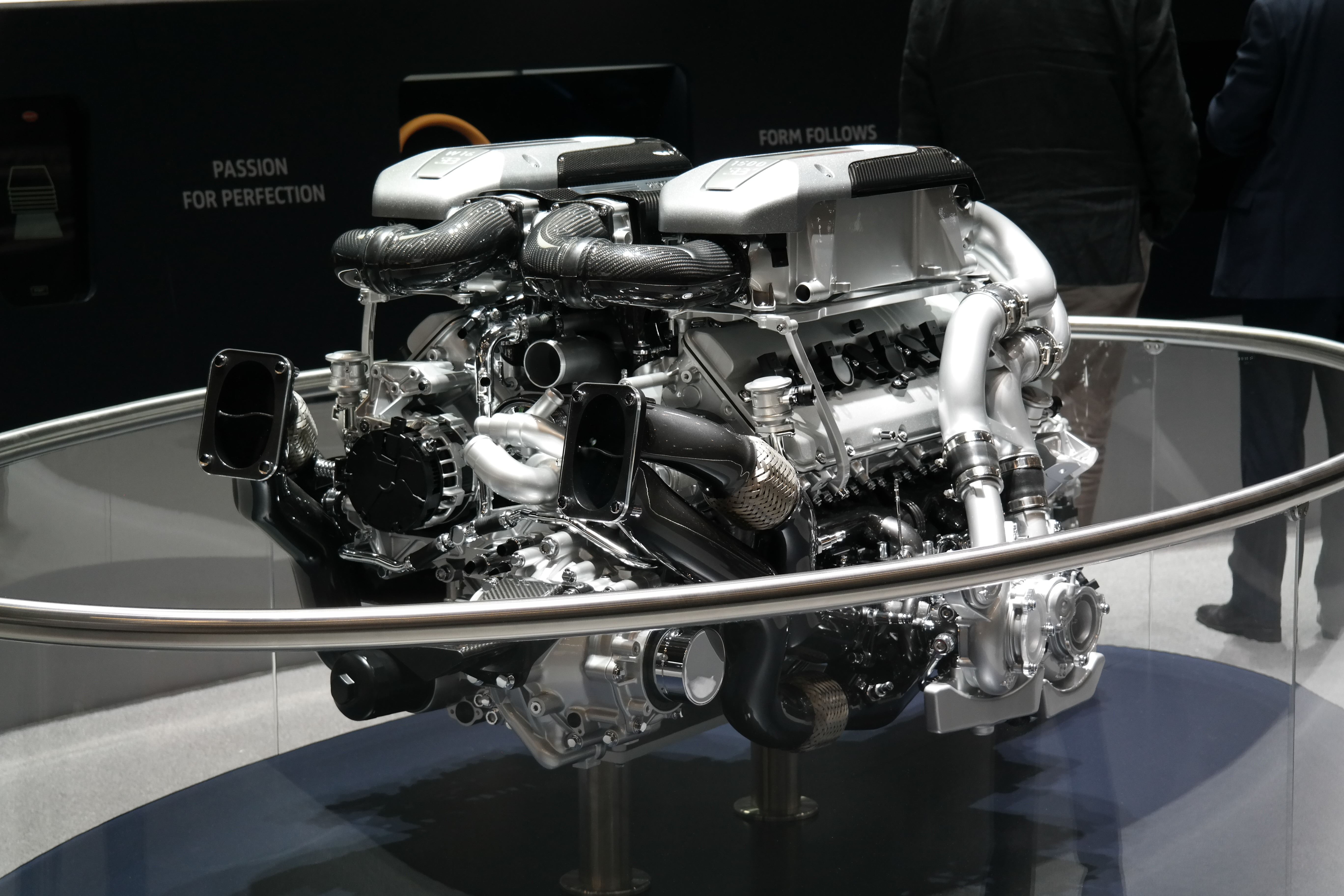
Il propulsore 8.0 W16 quadriturbo della Chiron

La Chiron eredita dalla Veyron lo stesso motore di 7993 cm³, frazionato con la particolare architettura W16 e sovralimentato con 4 turbocompressori, seppur notevolmente modificato: è stata qui preferita l'iniezione diretta — un complesso sistema a doppia iniezione diretta, con un totale di ben 32 iniettori di benzina — mentre i 4 turbocompressori sono montati in 2 coppie, in uno schema a doppio-stadio in serie. Ciascun turbogruppo (a doppio-stadio ed in serie) alimenta metà motore — e cioè gli 8 cilindri a V stretta di metà dell'architettura a W — sia sul lato aspirazione (2 compressori in serie) che su quello di scarico (2 turbine in serie). La gestione di questo complesso sistema di sovralimentazione è totalmente affidata all'elettronica e ad un articolato sistema di condotti ausiliari, valvole di deviazione flusso ed attuatori elettrici, il tutto col fine ultimo di eliminare il turbo lag. Questo sistema di sovralimentazione va a sostituire il vecchio sistema in parallelo della Veyron — ove ogni singolo turbocompressore, in esclusiva, alimentava un insieme di 4 cilindri (quelli appartenenti ad una singola bancata dello schema W16, a doppio 8 cilindri a V stretta) — che era anche più lento in termini di risposta alle sollecitazioni del pedale dell'acceleratore.
In particolare, per velocità di rotazione del motore al di sotto di circa 3800 giri al minuto, sul lato aspirazione, l'aria viene compressa solo dal primo compressore della serie; mentre al di sopra di questo regime di giri, l'aria aspirata viene compressa in sequenza da tutti e due i compressori della serie, consentendo così di ottenere una pressione di sovralimentazione molto elevata ed una migliore efficienza volumetrica.
Inoltre, rispetto alla Veyron, Il sistema di intercooler (con scambiatori di calore aria-acqua) è stato contestualmente maggiorato, al fine di garantire un adeguato raffreddamento dell'aria compressa, prima che questa venga immessa nelle camere di combustione. Il motore, a pieno carico, è in grado di aspirare fino a 60 000 litri (o 60 m³) di aria al minuto.
Un comportamento analogo a quello in aspirazione si ha sul lato scarico, ove i gas di scarico in efflusso vengono convogliati ed espansi solo nella prima turbina della serie fino a circa 3.800 giri al minuto; invece, al di sopra di questo regime, i gas di scarico vengono immessi in tutte e due le turbine in sequenza. Anche qui, ovviamente, per realizzare il funzionamento a doppio-stadio nello scarico vi è un complesso sistema di condotti, sensori, valvole di bypass e wastegate attuate elettricamente, il tutto coordinato con una sofisticata elettronica di gestione.
Grazie a tutti questi accorgimenti, la curva di coppia motrice è assolutamente piatta e distribuita in modo costante dai 2000 fino ai 6000 giri al minuto.

### Impianto di scarico
La Chiron eroga più potenza rispetto alla Veyron grazie ai nuovi turbocompressori, all'intercooler aria-acqua ed agli iniettori, ma anche per l'adozione di un nuovo sistema di scarico meno restrittivo e più leggero, costruito completamente in lega di titanio. Tale sistema di scarico è, oltretutto, completamente isolato termicamente (accorgimento usato per portare i convertitori catalitici alla temperatura ottimale nel più breve tempo possibile, in modo da limitare le emissioni inquinanti, ma anche per impedire il surriscaldamento per irraggiamento del vano motore e di altre componenti sensibili nelle vicinanze) ed è dotato di quattro pre-convertitori catalitici oltre ai due grandi catalizzatori principali. I catalizzatori della Chiron sono molto più grandi rispetto a quelli della precedente Veyron, sia come volumetria delle tubazioni che li contengono che come effettiva superficie di catalisi chimica dei materiali utilizzati. Bugatti dichiara che l'area superficiale complessiva dei catalizzatori di scarico della Chiron è di 230 m².

### Aerodinamica e sistema di raffreddamento

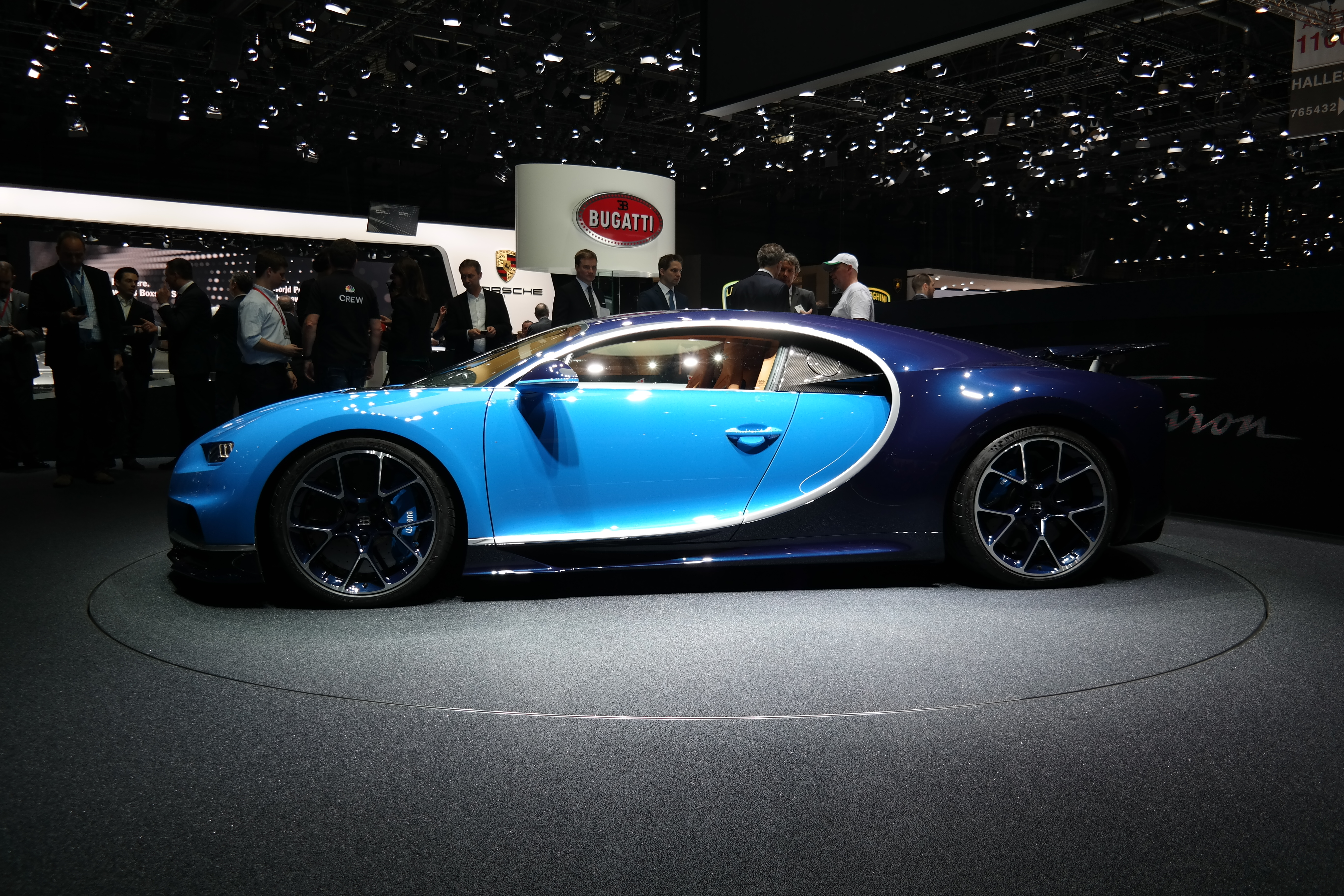
Profilo di una Chiron al Salone di Ginevra del 2016

In questa autovettura, l'aerodinamica ed il sistema di raffreddamento del motore sono legati intrinsecamente tra di loro. I radiatori necessitano di essere lambiti da un adeguato flusso d'aria per smaltire il calore prodotto dal propulsore; tuttavia quest'aria in movimento, che fluisce attraverso i radiatori ed attorno ad essi, è causa di un aumento della resistenza all'avanzamento dell'auto, un effetto di trascinamento noto come cooling drag.
Secondo quanto dichiarato dagli ingegneri Bugatti, quando si progetta un'autovettura il cui obiettivo principale è di raggiungere una velocità massima molto elevata, il compito più difficile da realizzare è la necessità di ridurre al minimo la cooling drag, pur mantenendo un'elevata capacità di smaltimento del calore generato da un motore che funziona a pieno carico ed alla massima velocità raggiungibile dall'auto. Bugatti dichiara che il suo motore, a fronte di una potenza massima di 1.500 cavalli vapore, può generare una potenza termica di più di 3.000 cavalli in termini di trasferimento del calore generato, gran parte della quale deve essere dissipata dagli scambiatori di calore di cui è dotata la vettura.
Per far fronte a tali necessità di smaltimento del calore, la Chiron adotta una pompa dell'acqua di raffreddamento che ha una portata volumetrica massima di circa 750 litri al minuto, passando il liquido attraverso un radiatore principale e due radiatori ausiliari. C'è anche un circuito di raffreddamento a bassa temperatura (con un volume totale di liquido di 12 litri) per gli scambiatori di calore aria-acqua degli intercooler. Inoltre, aggiungendo i tre radiatori di raffreddamento dell'olio motore e dei turbocompressori (che hanno un raffreddamento misto ad olio ed acqua separati), il radiatore dell'olio di raffreddamento della trasmissione, il radiatore dell'olio per l'impianto idraulico ed il dispositivo di raffreddamento per il differenziale posteriore, la Chiron arriva ad avere un totale di 10 radiatori di raffreddamento, un vero e proprio primato per un'auto di serie che circola su strade normali.
Nonostante tutti questi scambiatori di calore con superficie estesa, la Chiron ha adeguate capacità di raffreddamento pur riuscendo a mantenere una ridotta sezione frontale ed un relativamente basso coefficiente di resistenza all'avanzamento, e questo grazie ad accurati studi termo-fluidodinamici che risultano in una canalizzazione intelligente dell'aria che lambisce la carrozzeria, ottimizzando tutti i flussi dell'aria che interagiscono con la vettura (includendo, sia in entrata che in uscita: i flussi dell'abitacolo, quelli attorno alla carrozzeria, quelli in aspirazione del motore, quelli dei gas di scarico, quelli degli sfoghi e delle prese d'aria e quelli del vano motore che vanno ad interagire con radiatori e scambiatori di calore vari). Il tutto è stato studiato in modo da armonizzare capacità di smaltimento del calore e minimizzazione della resistenza aerodinamica (includendo anche la cooling drag di cui sopra).

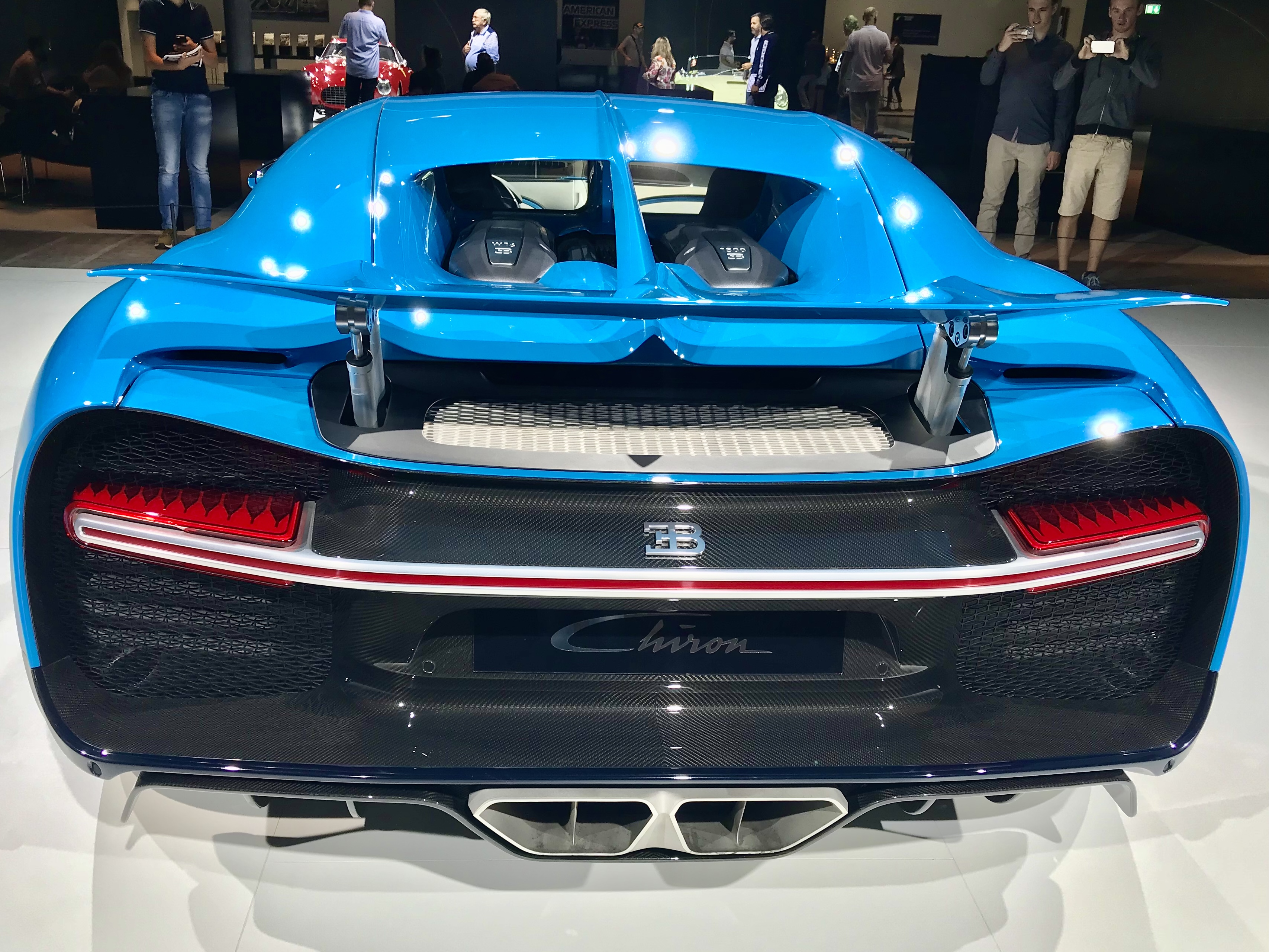
Dettaglio del posteriore

La vettura è dotata di un'aerodinamica passiva accurata, ma anche di un'avanzata aerodinamica attiva a controllo elettronico, la quale, grazie a superfici mobili ed a geometria variabile, varia le proprietà aerodinamiche della vettura senza soluzione di continuità.
Per garantire prestazioni elevate, stabilità e buon bilanciamento aerodinamico a tutte le velocità, Bugatti ha dotato la Chiron delle più varie e innumerevoli superfici aerodinamiche (fisse, mobili e a geometria variabile), come air curtains, splitter anteriore nella parte bassa del frontale, prese d'aria anteriori per il raffreddamento dei freni e degli scambiatori di calore (aria-acqua), prese d'aria per il radiatore dell'olio e prese d'aria del motore sui lati del corpo vettura, scivolo estrattore nella parte bassa della coda, la carenatura del sotto-scocca con deviatori di flusso vari e alettone posteriore (ad incidenza e altezza variabili, è anche in grado di fungere da aerofreno) sulla parte superiore della coda.
Quindi, la Chiron, oltre a presentare innumerevoli parti aerodinamiche passive, è dotata anche di un'aerodinamica attiva sofisticata (a comando elettro-idraulico ed a gestione elettronica), che comprende un lembo diffusore anteriore (che riduce la resistenza all'avanzamento oppure migliora il raffreddamento dei freni, a seconda della situazione di guida) ed uno spoiler-aerofreno attivo (per garantire la stabilità e bilanciamento a tutte le velocità oppure una grande forza frenante aerodinamica, sempre a seconda delle condizioni di guida). In particolare, lo spoiler-aerofreno posteriore può assumere quattro posizioni principali, ma può anche adattare il suo angolo di incidenza e la sua altezza in base alle condizioni in cui il guidatore si trova a condurre la vettura. Inoltre, la Chiron può anche variare l'altezza del corpo vettura in modo automatico, diminuendola a velocità molto elevate, al fine di ridurre la resistenza complessiva all'avanzamento.

### Telaio ed elementi correlati
Per la Chiron, Bugatti ha messo a punto un telaio a monoscocca in fibra di carbonio, con una rigidità torsionale paragonabile a quella di una vettura da competizione della categoria LMP1. La fibra composita CFRP è utilizzata anche per le coperture degli airbag: quello frontale sul lato passeggero e quelli laterali integrati nei sedili.
L'auto è dotata di 4 ammortizzatori a controllo elettronico, trazione integrale permanente (con un totale di 3 differenziali controllati elettronicamente: 2 differenziali autobloccanti a gestione elettronica, uno per l'assale anteriore ed uno per quello posteriore, più un differenziale centrale Haldex) ed un cambio DSG a doppia frizione con 7 rapporti che è stato adeguatamente dimensionato per gestire l'enorme coppia del motore. Inoltre, grazie alla presenza di un nuovo assetto adattivo, il guidatore può selezionare cinque diverse modalità di guida: Lift, Auto, Autobahn, Handling e Top Speed.
Specifici anche gli pneumatici, sviluppati in collaborazione con Michelin, con dimensioni 285/30 R20 all’anteriore e 355/25 R21 al posteriore. Il tutto è poi coadiuvato da un impianto frenante carboceramico, con dischi in mescola di materiale denominato Carbon Silicon Carbide (CSiC), con diametro maggiorato di 20 mm e spessore di 2 mm maggiore rispetto alla Veyron e pinze in alluminio a pistoncini multipli.

### Estetica esterna e interna
Dal punto di vista estetico, l'esterno della nuova Bugatti Chiron rappresenta un’evoluzione della formula Veyron, con cofano anteriore corto e motore centrale, incastonato in un "guscio" di fibra in carbonio, è caratterizzato da un design (denominato Bugatti Line) simile ad un uovo e presenta la coda tronca. In dettaglio, i fari anteriori sono realizzati con 4 bulbi di LED, ognuno con un effetto 3D, mentre le luci posteriori sono caratterizzate da un’unica striscia orizzontale di diodi luminosi.

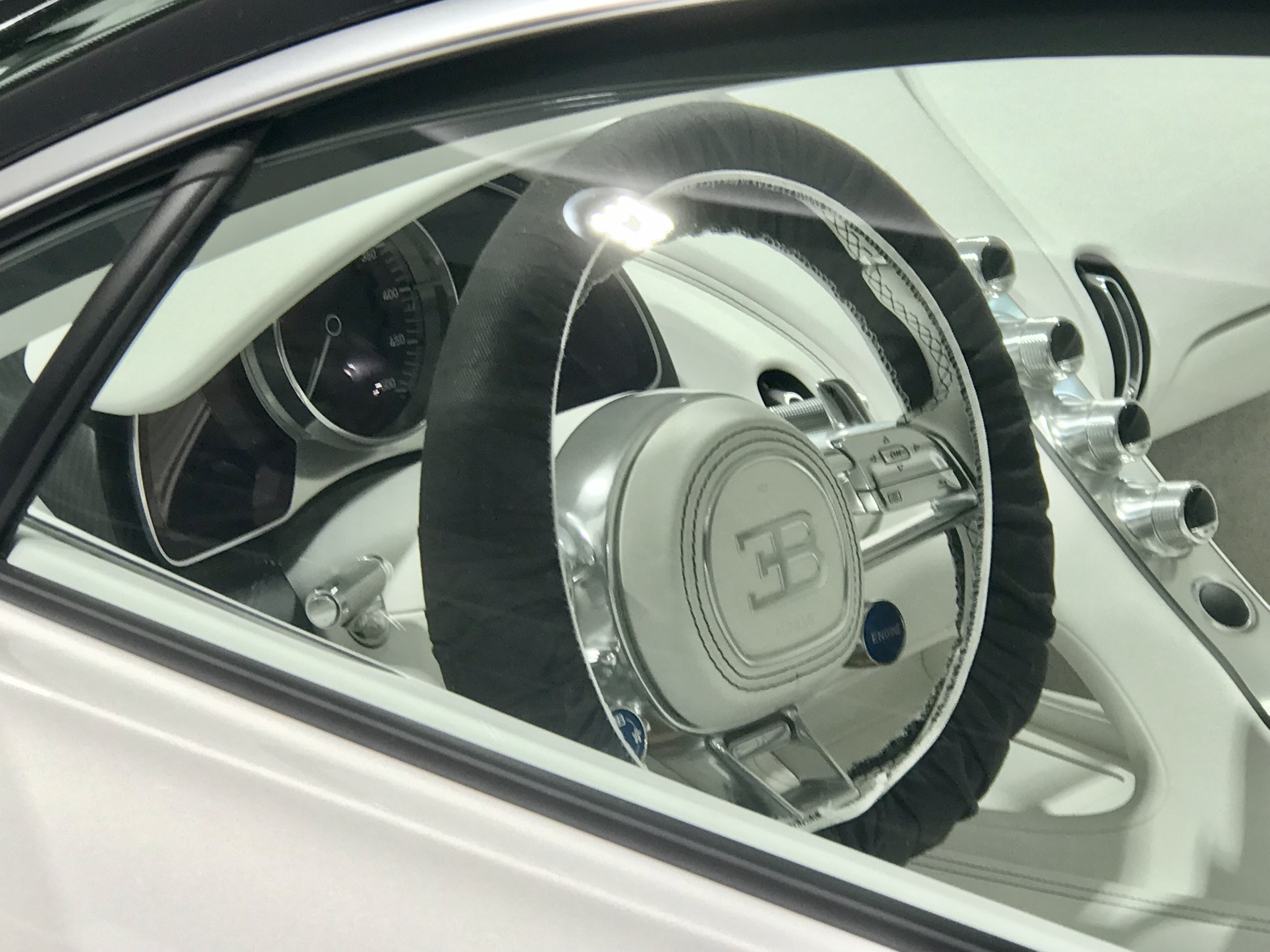
Vista degli interni

All'interno, lo spazio in altezza per la testa è stato aumentato di circa 1,2 cm rispetto alla Veyron ed è stato fatto ampio uso di fibra di carbonio in tutto l'abitacolo, materiale peraltro impiegato anche per la copertura dell'airbag passeggero (un'anteprima assoluta, quest'ultima, su di una vettura di serie). Le varie parti dell'interno sono ampiamente rivestite da pelli pregiate, caratterizzate da finiture in fibra di carbonio e con molti dettagli cromati, il tutto armonizzato in un’atmosfera elegante e sportiva con dettagli di colore Atlantic Blue. Una plancia centrale di dimensioni ridottissime accoglie solo le 4 manopole del climatizzatore, mentre tutte le altre informazioni sono concentrate nella strumentazione di fronte al conducente e sul volante.

### Marketing

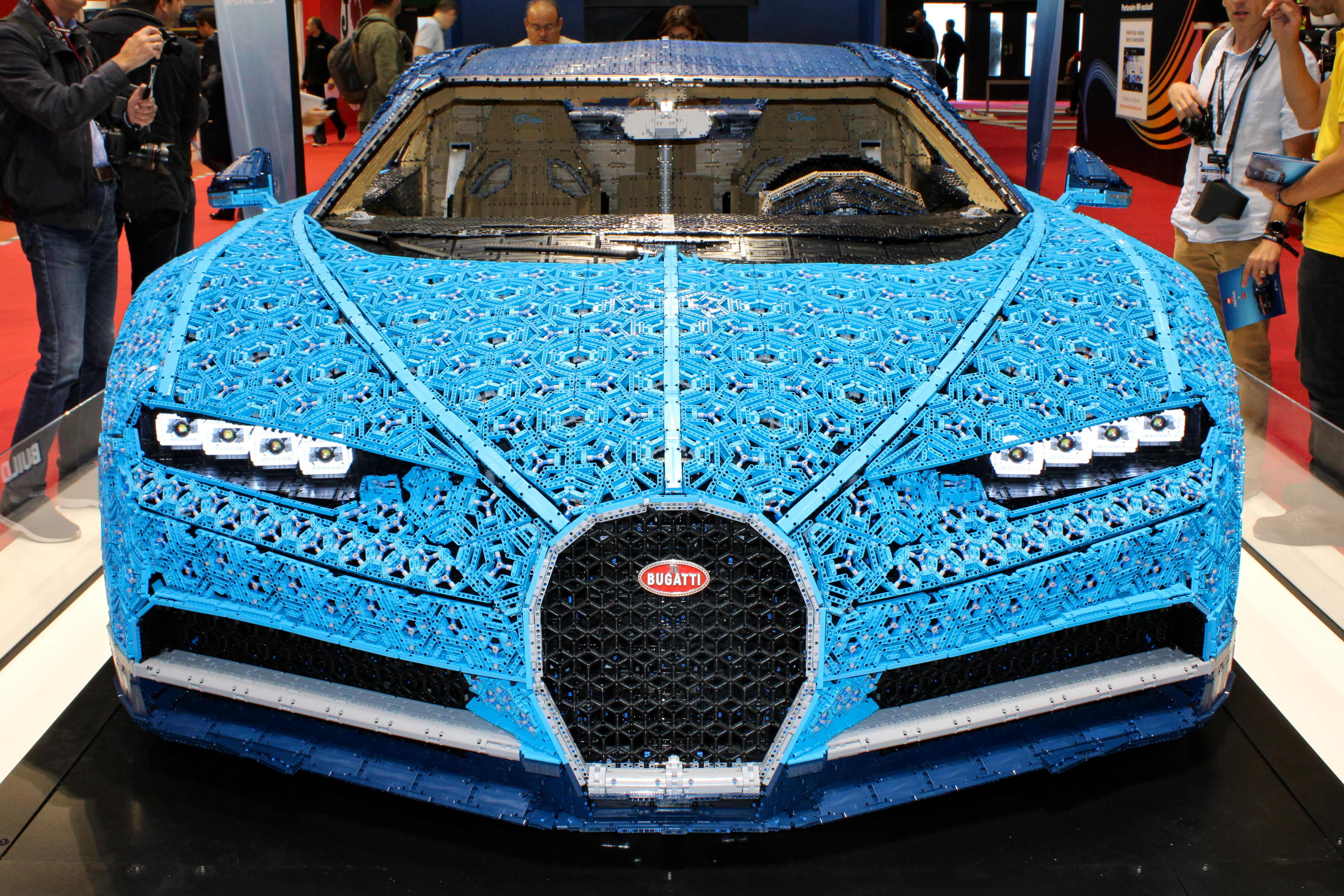
Bugatti Chiron Lego

Il 1º giugno 2018 Lego Technic ha prodotto una versione della Chiron in scala 1:8, fatta di ben 3600 mattoncini.
Il 30 agosto 2018 sempre Lego Technic ha creato un'altra Bugatti Chiron, questa volta in scala 1:1, usando circa un milione di mattoncini, di 339 tipologie differenti. Gli unici componenti a non essere fatte di mattoncini sono lo stemma Bugatti, le ruote, una struttura in metallo, un roll cage in metallo, una catena in metallo e le cinture di sicurezza. Anche il motore è prodotto da Lego, ed è infatti formato da 2304 singoli motori elettrici che assieme producono 5,3 CV di potenza e 92 Nm di coppia.

## Evoluzione

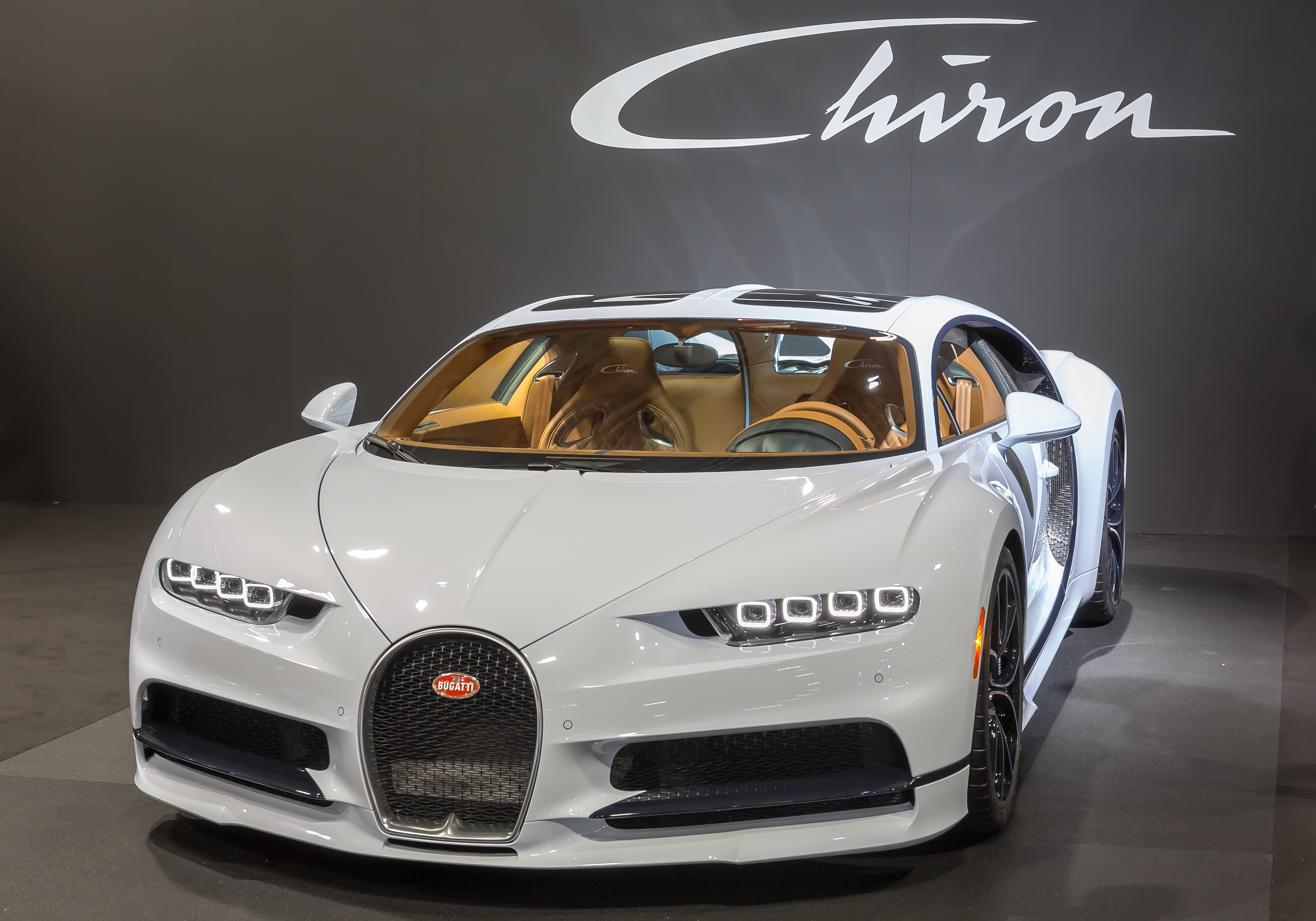
Chiron Sky View

### Chiron Sky View
Ad agosto 2018 al Concorso d'eleganza di Pebble Beach è stata presentata la versione denominata Sky View, che comprende due lastre in vetro fisse, ciascuna lunga 65 centimetri e larga 44 centimetri, che aumentano anche lo spazio per la testa per gli occupanti a bordo di 2,7 centimetri.

### Chiron Sport

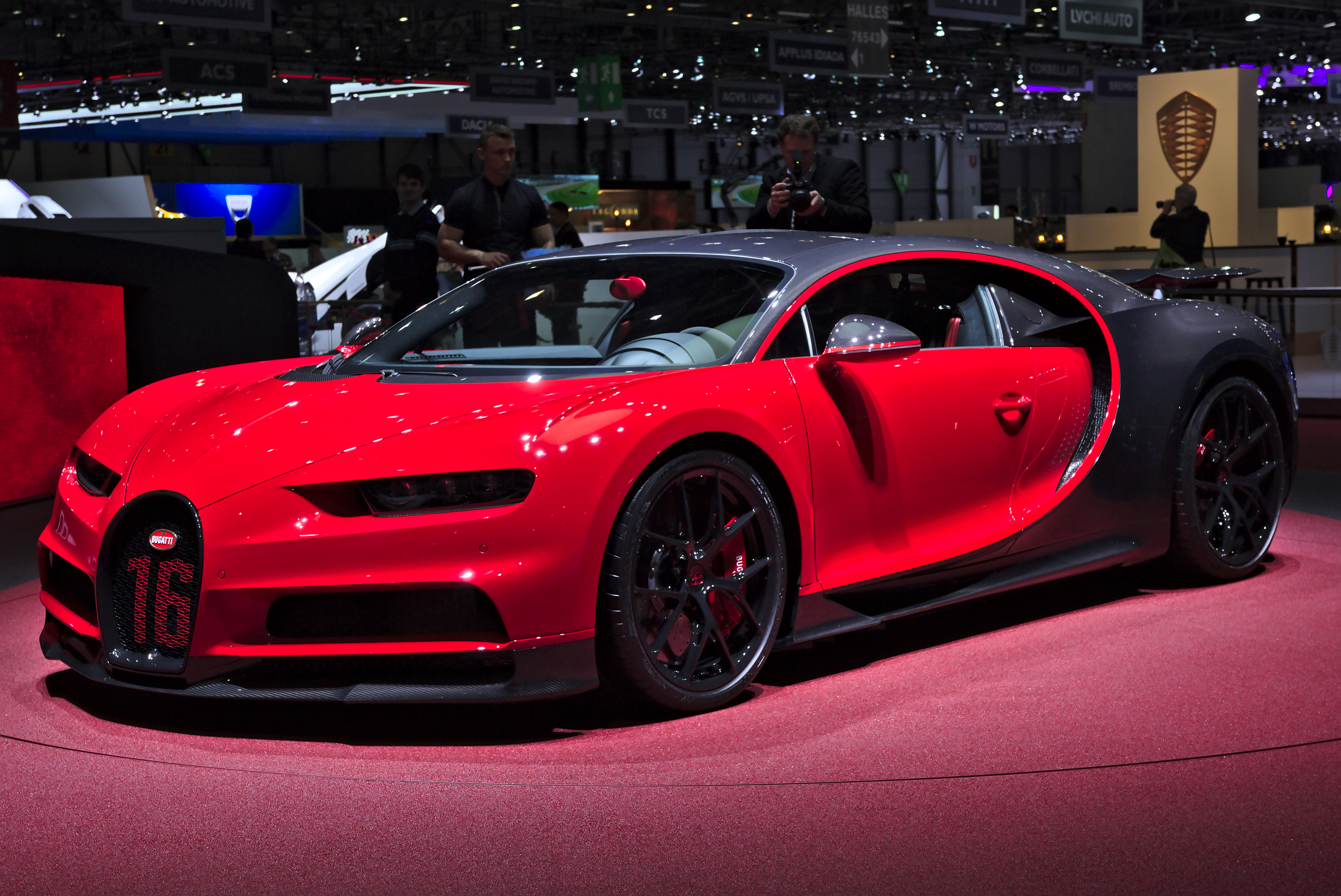
La Bugatti Chiron Sport

Al Salone dell'auto di Ginevra del 2018 è stata svelata una serie ad alte prestazioni della Bugatti Chiron, denominata "Chiron Sport". Si tratta di una Chiron dotata dello stesso motore della "base", ma è più performante grazie alla riduzione del peso effettuata, che toglie 18 chili dal peso complessivo grazie all'impiego di fibra di carbonio e di sospensioni più adatte all'uso su pista. Lo sterzo è stato modificato, con l'aggiunta di un sistema "torque-vectoring" per controllare la quantità di potenza inviata a ciascuna ruota per migliorarne la stabilità.

### Chiron 110 Ans

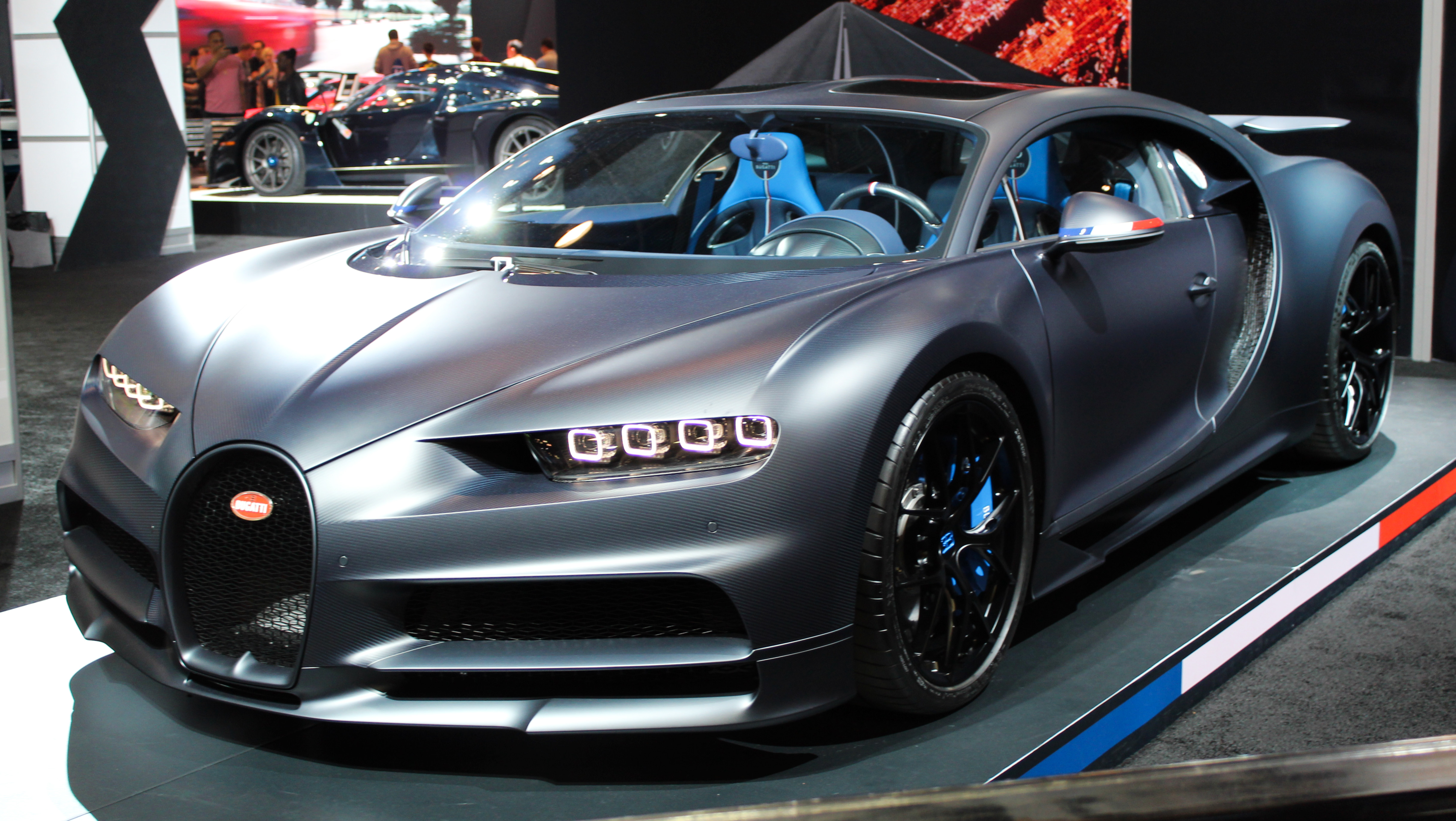
Chiron 110 Ans

Introdotta a febbraio 2019, la 110 Ans è una variante in edizione limitata basata sulla Chiron Sport, sviluppata per celebrare i 110 anni dalla fondazione della Bugatti. L'auto è caratterizzata da una carrozzeria in fibra di carbonio rifinita con vernice opaca. Il sistema di scarico dell'auto è rifinito in colore nero opaco.
I colori della bandiera francese sono presenti sugli specchietti retrovisori, sul tappo del serbatoio e sul lato inferiore dell'alettone posteriore. Le pinze dei freni sono rifinite in colore blu.
L'interno della vettura è rivestito in Alcantara blu e presenta i colori della bandiera francese sui poggiatesta e sul retro dello schienale dei sedili, e sulla parte superiore del volante. La produzione è limitata a sole 20 unità.

### Chiron "Les Légendes du Ciel"

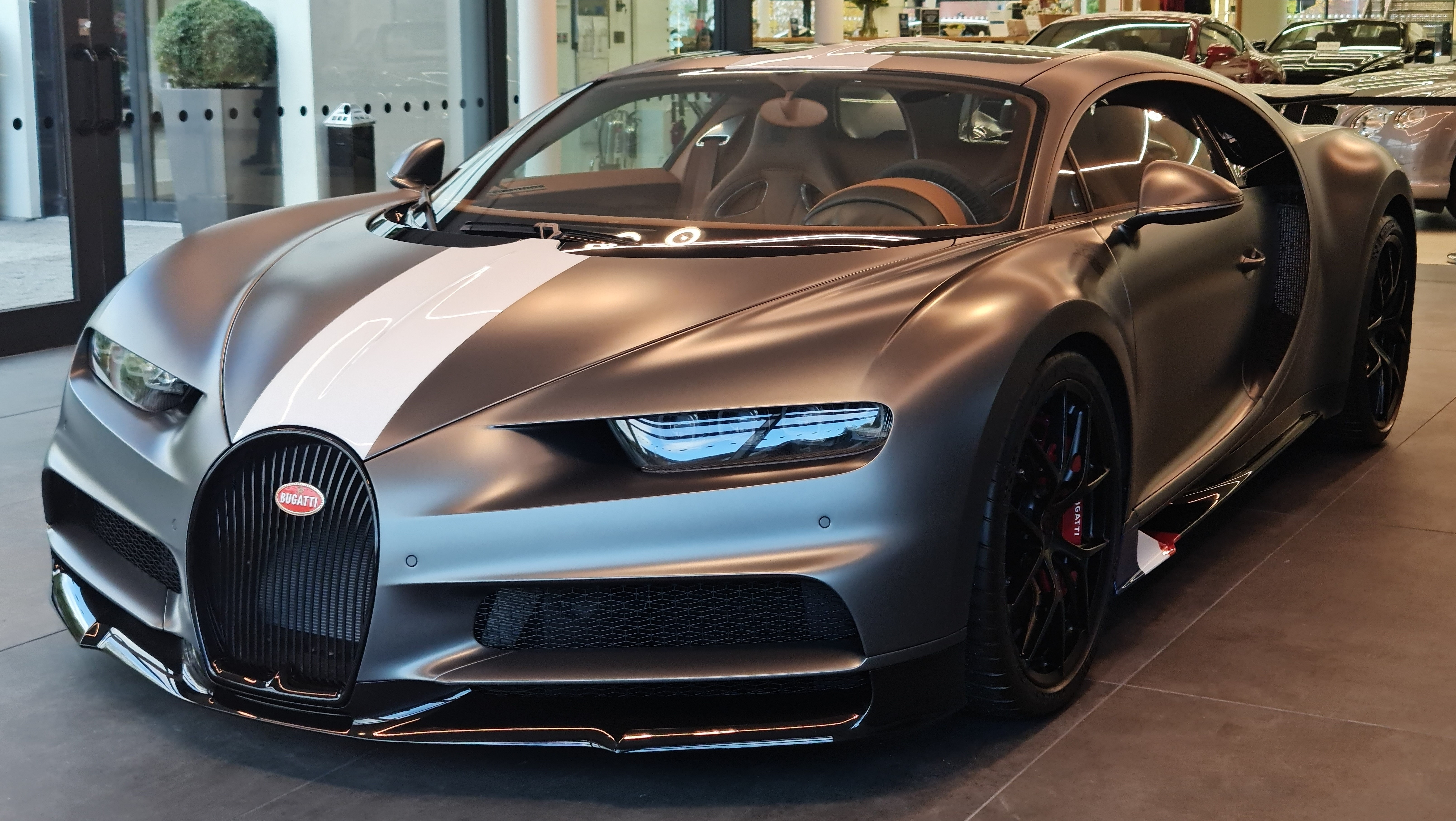
Chiron "Les Légendes du Ciel"

Introdotto nel novembre 2020, la Chiron "Les Légendes du Ciel" è una versione in edizione limitata basata sulla Chiron Sport sviluppato per celebrare i piloti da corsa Bugatti che hanno volato nell'aeronautica francese.
L'auto presenta una nuova griglia, una bandiera francese dietro le ruote anteriori, un colore esterno grigio opaco ("Gris Serpent") con una striscia bianca lucida che attraversa al centro la carrozzeria. L'interno è rivestito in pelle di colore cuoio e alluminio.
La produzione è limitata a 20 unità.

### Chiron Super Sport 300+

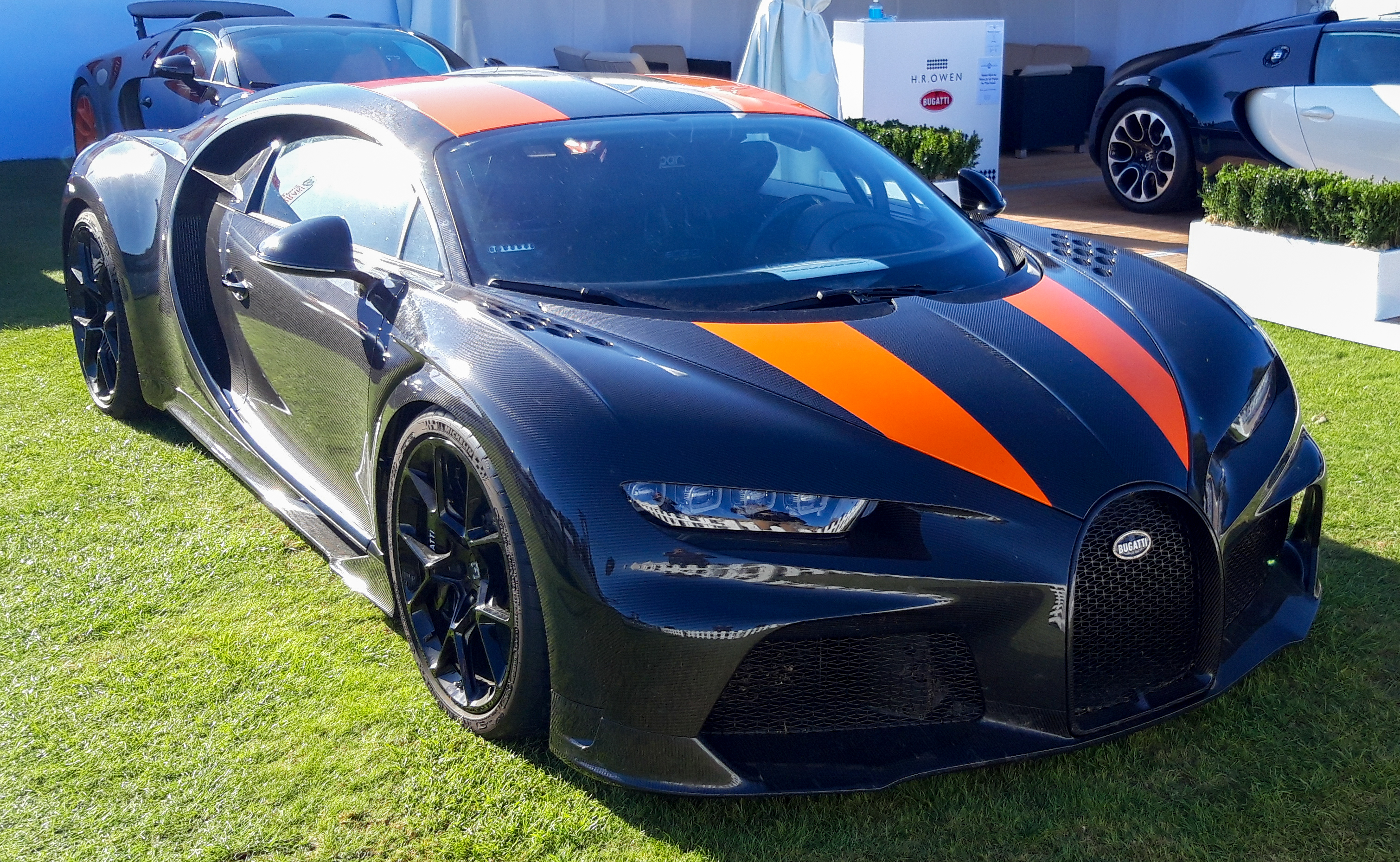
Chiron Super Sport 300+

Al Salone di Francoforte del settembre 2019 è stata presentata una versione modificata della Chiron Sport chiamata "Chiron Super Sport 300+". Questa versione è stata realizzata per commemorare il record di "auto di serie più veloce del mondo" conquistato dal suo prototipo il 2 agosto 2019 raggiungendo i 490 km/h. La produzione è limitata a soli 29 esemplari in vendita a un prezzo di listino di 3,5 milioni di euro tasse escluse.
La vettura presenta una serie di migliorie, tra le quali: la riduzione del peso, l'allungamento della coda di 22-25 centimetri, un ridimensionamento del posteriore, il sistema di scarico della Bugatti Centodieci, un cambio modificato con rapporti più lunghi e la sostituzione delle prese d'aria frontali su entrambi i lati. L'auto è equipaggiata con lo stesso motore W16 quadri-turbo da 1177 kW (1600 CV) della Bugatti Centodieci, soprannominato "Thor".
La Chiron Super Sport 300+ è dotata di un limitatore di velocità massima, simile a quello della Chiron standard. Senza il limitatore la Bugatti afferma che l'auto può raggiungere una velocità massima superiore ai 483 km/h.

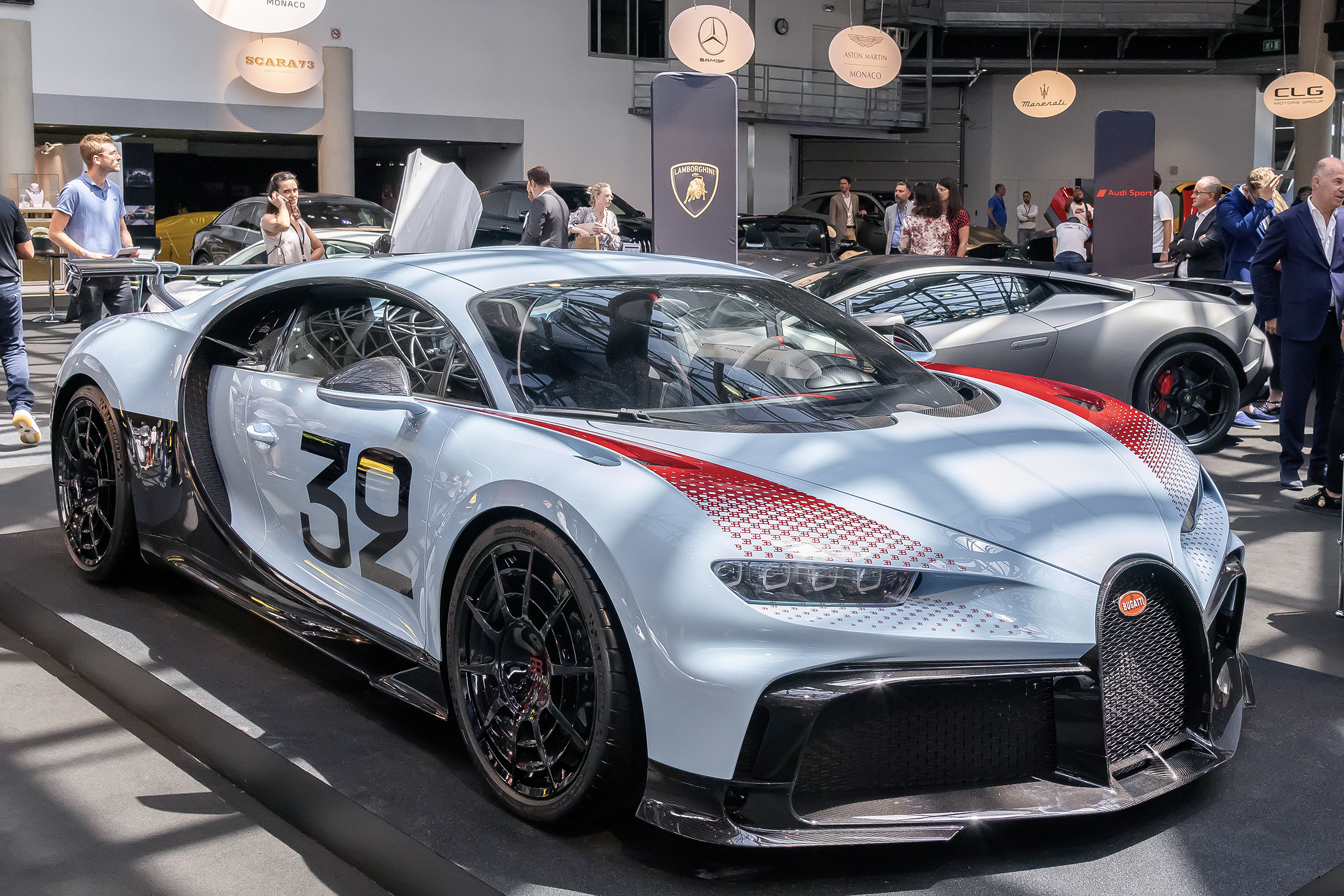
Chiron Pur Sport Grand Prix

## Versioni speciali

### Chiron Pur Sport Grand Prix
La Chiron Pur Sport Grand Prix è stata annunciata nel dicembre 2021. È il primo progetto del nuovo programma di personalizzazione "Sur Mesure" (che significa su misura) di Bugatti, quindi è un'auto unica. Il numero 32 è stato dipinto a mano sulle portiere come anche i motivi del logo "EB". All'interno la vettura è caratterizzata da pelle nera e Alcantara rossa, motivi "EB" ricamato sui pannelli porta e i pannelli dei rivestimento in alluminio con dettagli in argento.

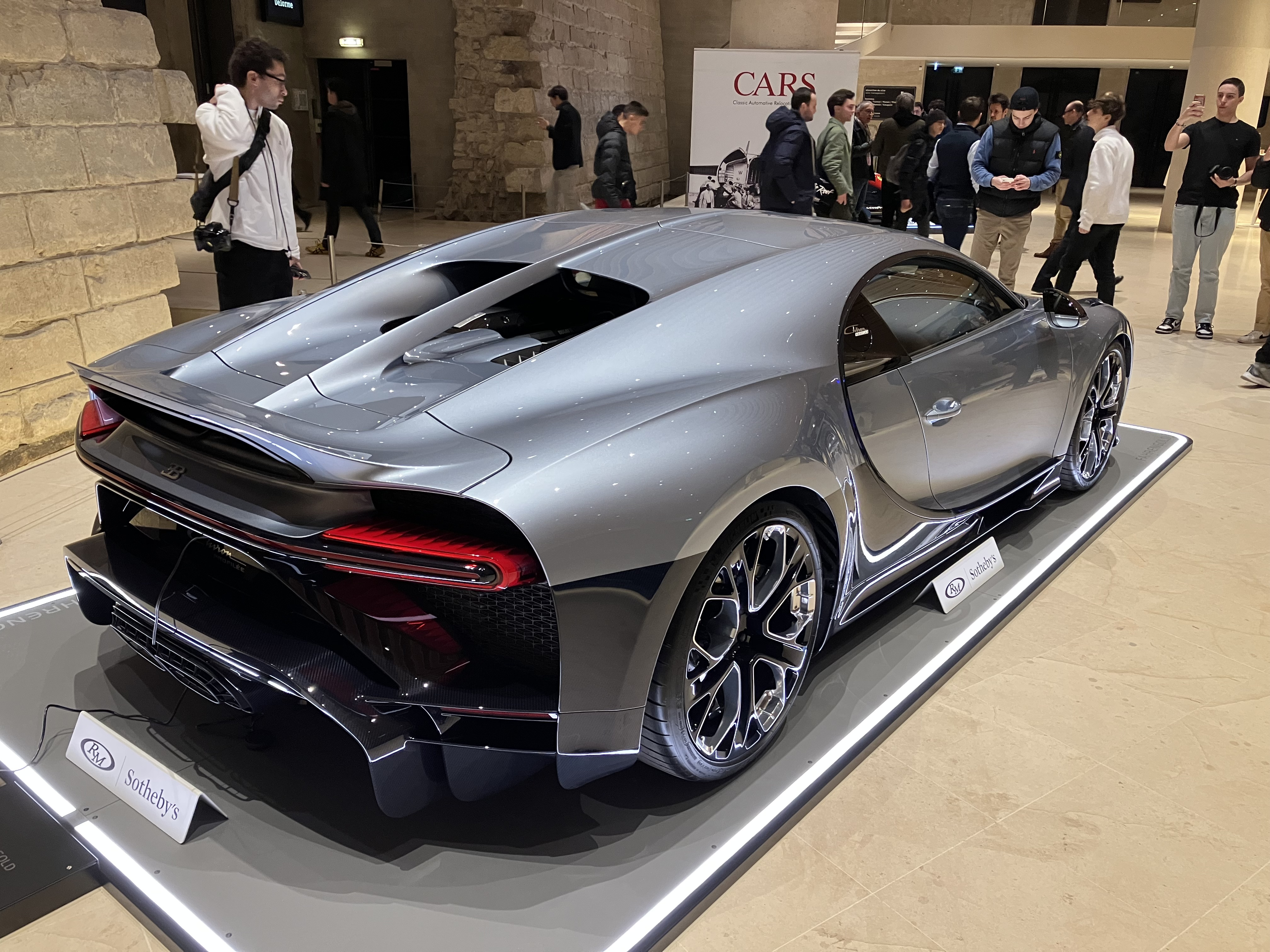
Chiron Profilée

### Chiron Profilée
La Chiron Profilée è l'ultima versione della Chiron, annunciata nel dicembre 2022. Si basa sulla Chiron Pur Sport, ma presenta un nuovo pacchetto aerodinamico caratterizzato da prese d'aria più larghe e una griglia anteriore più grande, uno splitter anteriore ridisegnato e una ala posteriore posteriore con una sezione centrale cava. Bugatti ha anche apportato modifiche allo sterzo e alle sospensioni e rapporti del cambio più corti del 15%. L'accelerazione nello 0–100 km/h avviene in 2,3 secondi; lo 0–200 km/h in 5,5 secondi e lo 0–300 km/h viene coperto in 12,4 secondi. Ha una velocità massima di 380 km/h.
Bugatti aveva pianificato di costruirne 30 unità, ma quando è iniziata la produzione, tutti i 500 esemplari Chiron erano già stati venduti. Il progetto è stato annullato e l'auto non è mai entrata in produzione, quindi ne è stato costruito un solo esemplare.

## I record
Il 2 agosto 2019 sul circuito di Ehra-Lessien una versione della Chiron, modificata a tale scopo, potenziata fino a 1600 cavalli, alleggerita e allungata di 26 cm e guidata dall’ex pilota Andy Wallace ha raggiunto i 490,484 km/h (304,773 mph), superando la barriera psicologica delle 300 mph.